# Instax
Instax é uma marca de câmeras fotográficas instantâneas e filmes instantâneos vendidos pela Fujifilm.

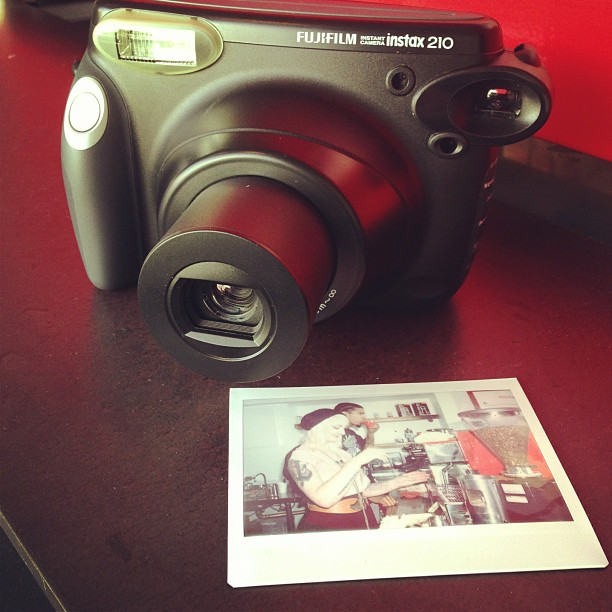
Fujifilm Instax 210 com o formato de foto Instax Wide

A primeira câmera, a Instax Mini 10, e seu filme Instax Mini, foram lançados em 10 de novembro de 1998. Já o modelo de câmera e filme Wide foram lançados no ano seguinte, 1999. Em 2017, foram lançados a câmera e o filme da Instax Square.
Os formatos do filme Instax dependem do seu modelo. O modelo Mini é de 46 x 62 mm; 99 x 62 mm para o Wide; e 62 x 62 mm para o Square. O filme Instax colorido está disponível nos formatos Mini, Wide e Square. Já o Instax Monochrome (imagens preto e branco) está disponível nos formatos Mini e Wide.
Outros fabricantes também produzem câmeras compatíveis.

## Câmeras e impressoras
A Fujifilm produz, como outros fabricantes, vários modelos de câmeras: Instax Mini, Instax Square e Instax Wide. A empresa também fabrica as impressoras Instax Mini e Square e, no passado, produziu impressoras Instax Pivi.

## Características dos filmes
Os filmes instantâneos produzidos pela Fuji são baseados nas melhorias do sistema da câmera SX-70 da Polaroid, vendida pela Kodak nas décadas de 1970 e 1980 - especialmente na habilidade de expor o filme pela traseira da fotografia, e pela inversão das camadas de corante, para que a revelação na camada azul seja a primeira. Como resultado, a imagem não precisa ser tirada por um espelho refletor para inverter a imagem (como todas as câmeras Polaroid fazem). Balanço de cor e variedade de tons também foram melhorados nos filmes instantâneos da Polaroid. A decisão da Fuji de acrescentar molas de compressão e baterias no lugar do pacote de filme descartável faz com que o sistema da Instax seja mais econômico por exposição quando comparado às equivalentes da Polaroid.

### Instax Mini

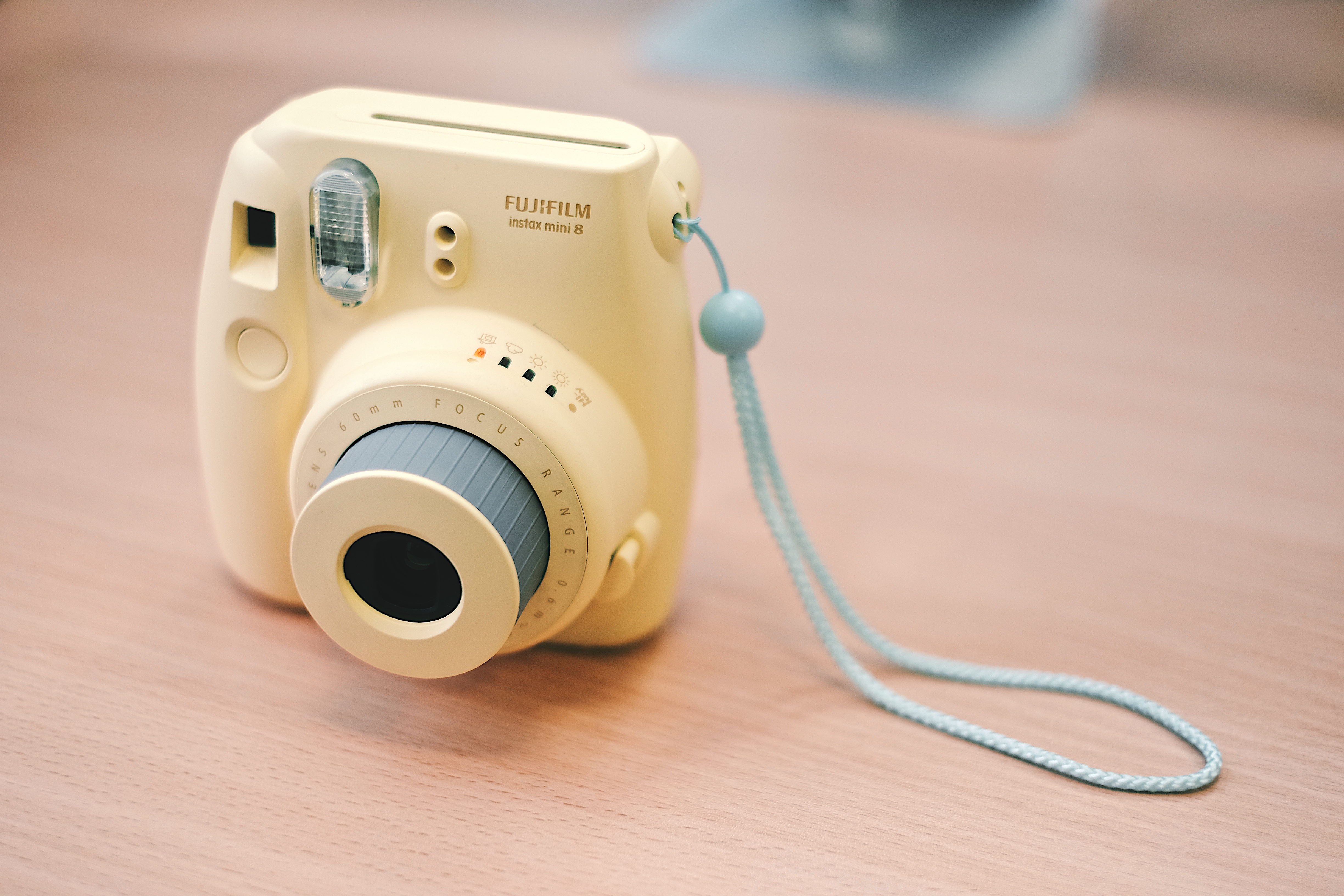
Câmera Fujifilm Instax Mini 8

Instax Mini é um filme colorido de 54 x 86 mm (aproximadamente o tamanho de um cartão de crédito ISO/IEC 7810 ID-1), com ISO 800 integral para luz do dia, projetado para uso com câmeras compatíveis com Fujifilm Instax Mini.
No Japão, as Instax Mini são chamadas de cheki (チェキ), derivado do inglês "check it". Instax Mini está disponível em cores, preto e branco, e temático.
| Especificações do filme            | Especificações do filme     |
| ---------------------------------- | --------------------------- |
| Velocidade do filme                | ISO 800/30°                 |
| Temperatura de cor                 | Tipo de luz natural (5500K) |
| Poder de resolução                 | 12 linhas/mm                |
| Fotos por pacote                   | 10                          |
| Tamanho do filme (L×A)             | 54 x 86 mm                  |
| Tamanho da imagem (L×A)            | 46 x 62 mm                  |
| Proporção da tela                  | 1:1.348                     |
| Tamanho do pacote de filme (L×A×P) | 61 mm x 92 mm x 20 mm       |

### Instax Pivi Digital
A linha Instax Pivi Digital foi concebida como um híbrido digital/analógico. A intenção original era criar um novo formato para acrescentar a uma série de câmeras semelhantes, como a Olympus C-211 (uma câmera digital com uma impressora de filme Polaroid 500). A Fujifilm, então, lançou a FinePix PR21, uma câmera digital com uma mini impressora Instax integrada, em 1999. Uma impressora vendida separadamente foi planejada desde o início, mas não era o objetivo principal. Isso mudou com a chegada dos dispositivos móveis. A impressora chegou ao mercado em 2004 (como Pivi MP-100), após cinco anos em desenvolvimento.
O filme Instax Pivi é fisicamente idêntico ao da Instax Mini, mas utiliza um filme com uma fórmula diferente, produzindo uma imagem com cores invertidas quando usado em uma minicâmera. Por isso, é incompatível com a Mini.
| Especificações do filme | Especificações do filme |
| ----------------------- | ----------------------- |
| Velocidade do filme     | 800 ASA                 |
| Tamanho do filme (L×A)  | 54 x 86 mm              |
| Tamanho da imagem (L×A) | 46 x 61 mm              |

### Instax Wide

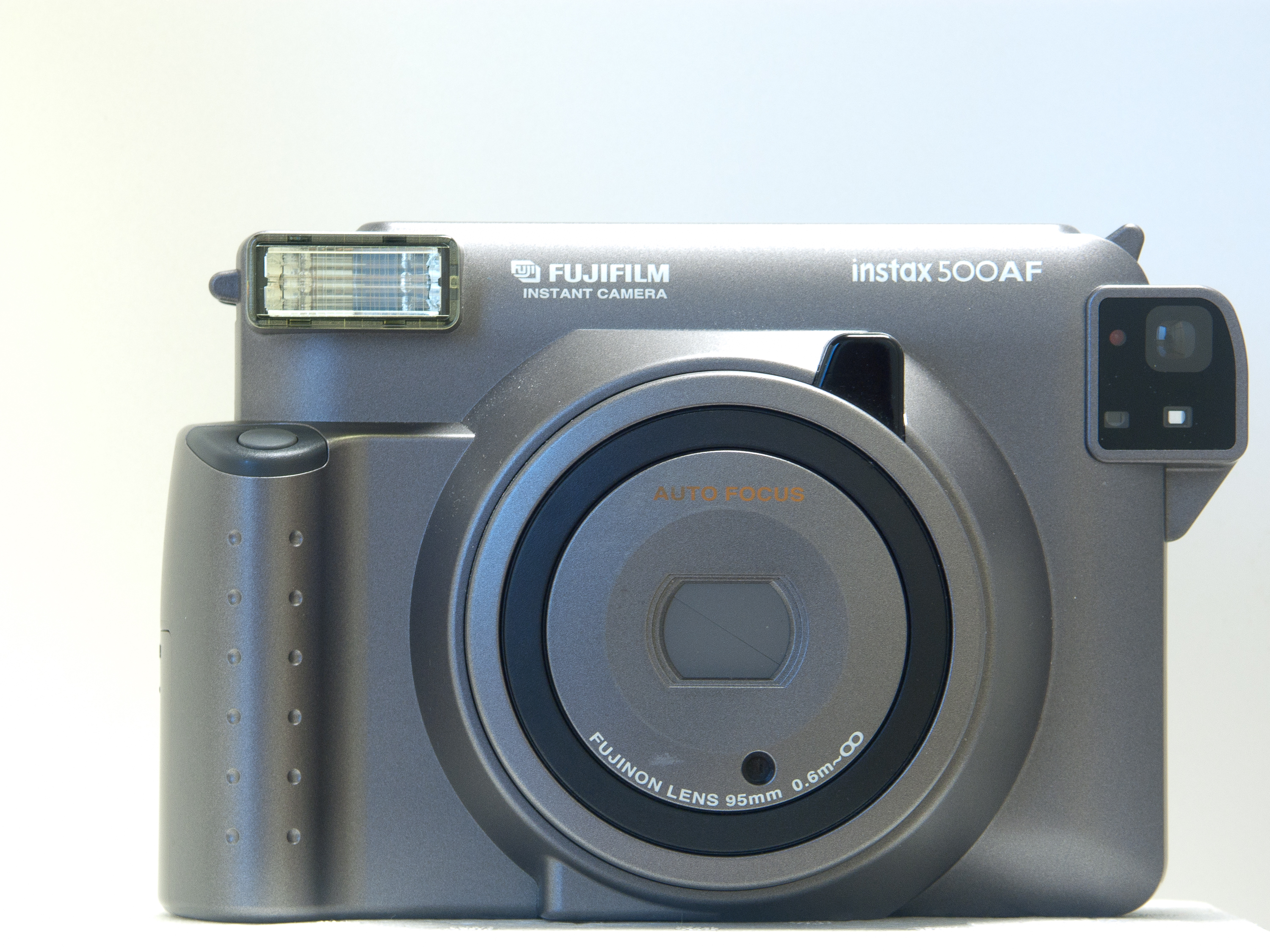
Câmera Fujifilm Instax 500AF

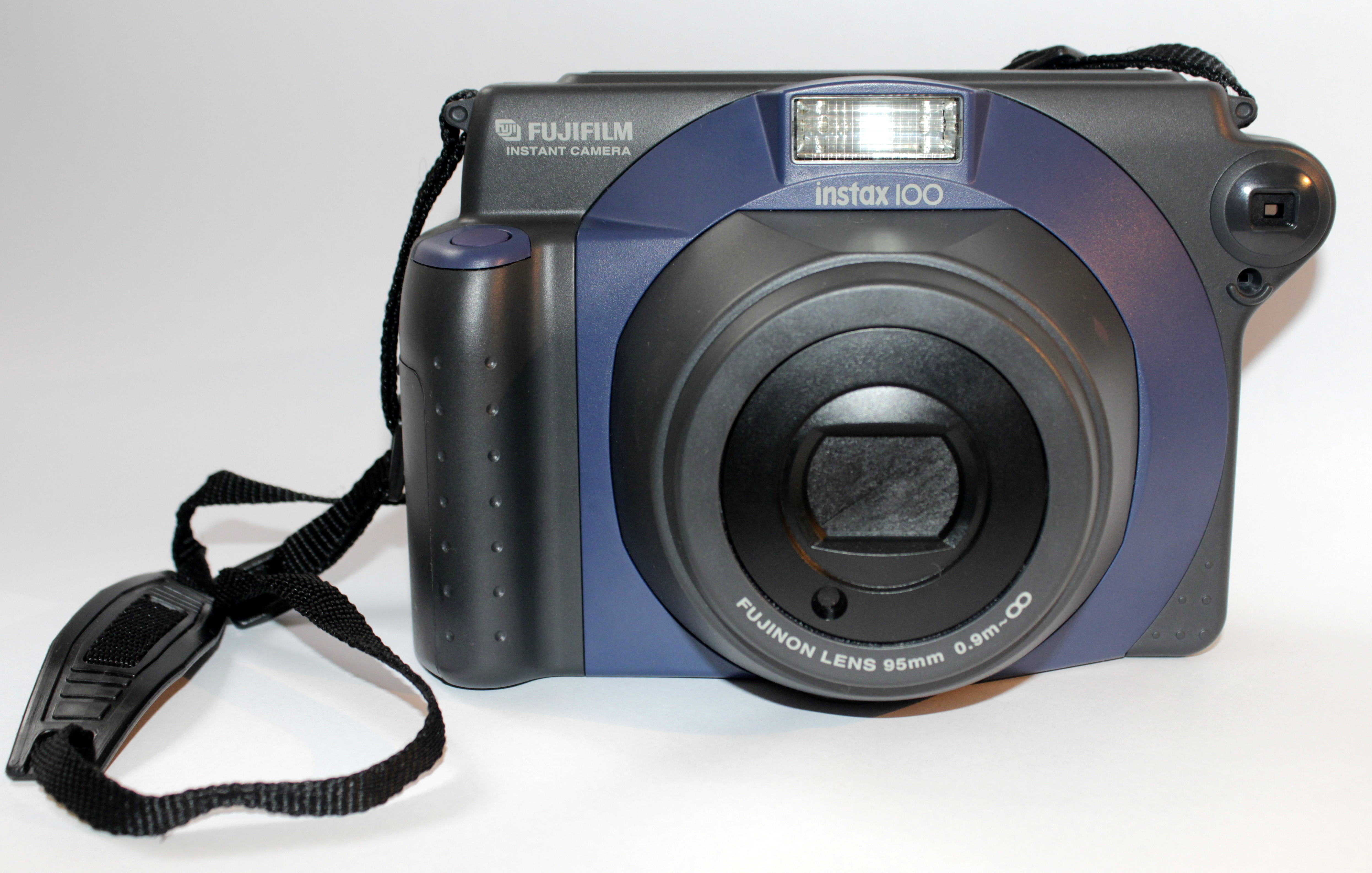
Câmera Instax 100

Foi chamada de Cheki Wide no Japão. Lançada no ano seguinte à Mini e seus filmes, o negativo foi aumentado neste formato para criar um tamanho de imagem baseado na proporção áurea. Durante a introdução, esse modelo foi chamado simplesmente de Instax, sem especificação (tornando-o o filme Instax normal, não mini). Depois, a Fujifilm gradualmente incorporou o apelido "Wide" no nome do produto. Essa mudança de nomes também pode ser vista na Instax 210, que agora é descrita no site da Fujifilm como Instax Wide 210, apesar de não ser o nome comumente atribuído a ela. A Instax Wide está disponível em cores e preto e branco.
A Instax Wide 300 possui a velocidade de abertura do obturador entre 1/64 a 1/200, com compensação de exposição ± EV 2/3 (controle claro-escuro) no ISO 800. O tempo de revelação do filme é de cerca de 90 segundos (dependendo da temperatura).
| Especificações do filme            | Especificações do filme     |
| ---------------------------------- | --------------------------- |
| Velocidade do filme                | ISO 800/30°                 |
| Temperatura de cor                 | Tipo de luz natural (5500K) |
| Poder de resolução                 | 10 linhas/mm                |
| Fotos por pacote                   | 10                          |
| Tamanho do filme (L×A)             | 108 x 86 mm                 |
| Tamanho da imagem (L×A)            | 99 x 62 mm                  |
| Proporção da tela                  | 1.618:1                     |
| Tamanho do pacote de filme (L×A×P) | 115 mm x 92 mm x 90 mm      |

### Instax Square

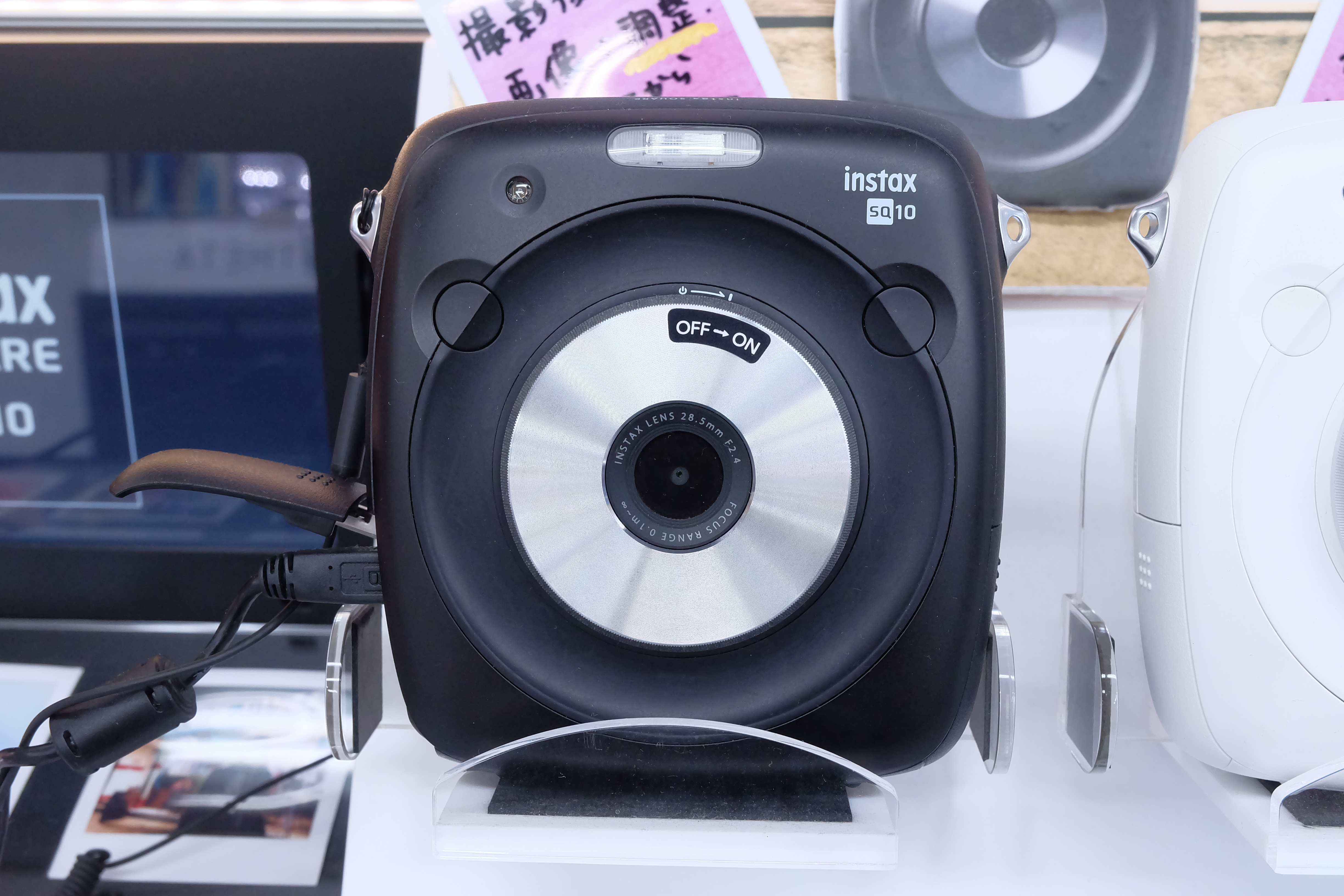
Instax Square SQ10

Foi chamada de Cheki Square no Japão. A Instax Square é um filme Instax de tamanho quadrado lançado em 2017, disponível em cores. Inicialmente, a Fujifilm ofereceu apenas uma câmera digital híbrida. Mais tarde, a câmera e a impressora foram disponibilizadas separadamente, oferecendo uma exposição totalmente analógica.
Em 25 de setembro de 2018, a Fujifilm lançou o Square SQ 20 que possuía a função configurável "Motion Mode". Isso permitia a gravação de vídeo (máximo de 15 segundos), e a seleção e impressão de um quadro do vídeo.
Em setembro de 2020, a Fujifilm anunciou que a Instax Square estaria disponível em monocromático em meados de outubro.
| Especificações do filme    | Especificações do filme |
| -------------------------- | ----------------------- |
| Velocidade do filme        | ISO 800                 |
| Temperatura de cor         | 5500K                   |
| Poder de resolução         | 10 linhas/mm            |
| Fotos por pacote           | 10                      |
| Tamanho do filme (L×A)     | 72 mm x 85.6 mm         |
| Tamanho da imagem (L×A×P)  | 62 mm x 62 mm           |
| Proporção da tela          | 1:1                     |
| Tamanho do pacote de filme | Desconhecido            |

## História

### Pré-Instax
A Kodak cessou a produção de câmeras instantâneas quando foi processada pela Polaroid por violação de patente em 1986, e perdeu. A Fujifilm fechou um acordo com a Polaroid, especificando que não poderia distribuir oficialmente em certos territórios (como os EUA) até que as patentes originais da empresa expirassem na década de 1990. Assim, a Fujifilm continuou a fabricar e comercializar a sua própria linha de câmeras e filmes. Dessa forma, a Fuji produziu várias linhas de filmes instantâneos a partir do início dos anos 1980.

### Lançamento
A Instax foi disponibilizada para consumidores em 1998, sendo baseada nos sistemas de filme instantâneo anteriores, possuindo a mesma velocidade de filme e ordem de corante.
A Fujifilm originalmente lançaria a série Instax em todo o mundo, incluindo a América do Norte e a Europa simultaneamente, mas optou por trabalhar com a Polaroid na Câmera Mio, tendo como base a Instax Mini 10/20 para o mercado dos Estados Unidos. Essa câmera foi descontinuada após alguns anos.

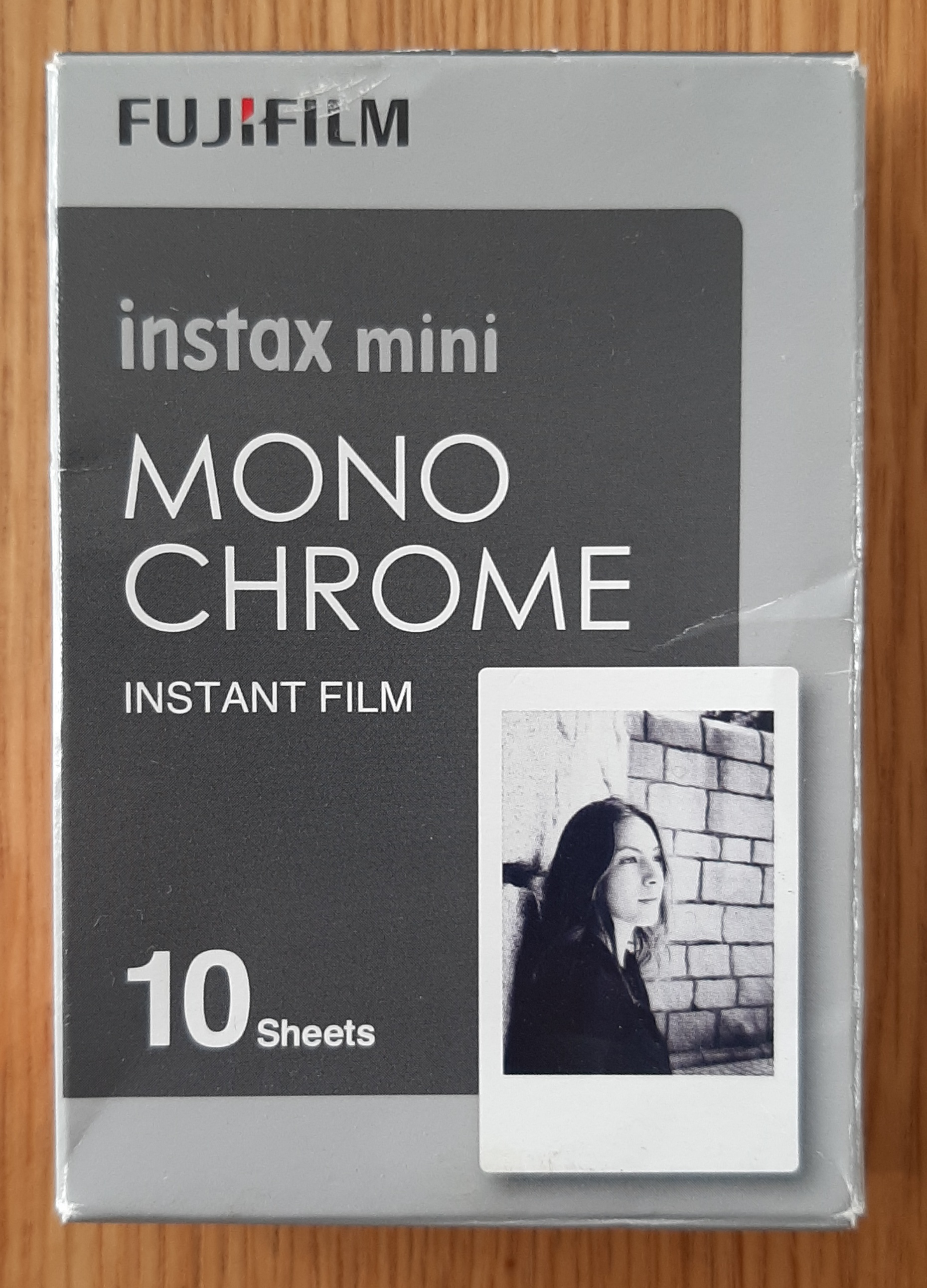
Filme Instax Mini preto e branco

### Retirada da Polariod
Com a Polaroid encerrando a produção de filmes instantâneos em 2008, o sistema da Instax era o único de filmes instantâneos em produção. Até que, em 2010, o Impossible Project (sendo, hoje em dia, a Polaroid, pela aquisição de marca) lançou seu filme integral. O sistema da Instax Mini também é vendido em alguns mercados pela própria Polaroid, através das marcas Polaroid 300 e Polaroid 300 Film (que são, na realidade, renomeados como Instax Mini 7S e filme Instax Mini).

### Recepção e popularidade crescente
Em 2014, foi reportado que a Instax Mini 8 estava vendendo mais que alguns modelos principais, como a Fujifilm X-T1 e Sony α7R .
Em 2016, as vendas de câmeras Instax aumentaram para 5 milhões de unidades no ano fiscal anterior, maior que as 100.000 unidades em 2004.